# Selves baixes de Nigèria
Els boscos de terres baixes de Nigèria són una ecoregió de l'ecozona afrotropical, definida per la WWF (codi d'ecoregió: AT0123), que s'estén a través de Nigèria i Benín.

## Territori

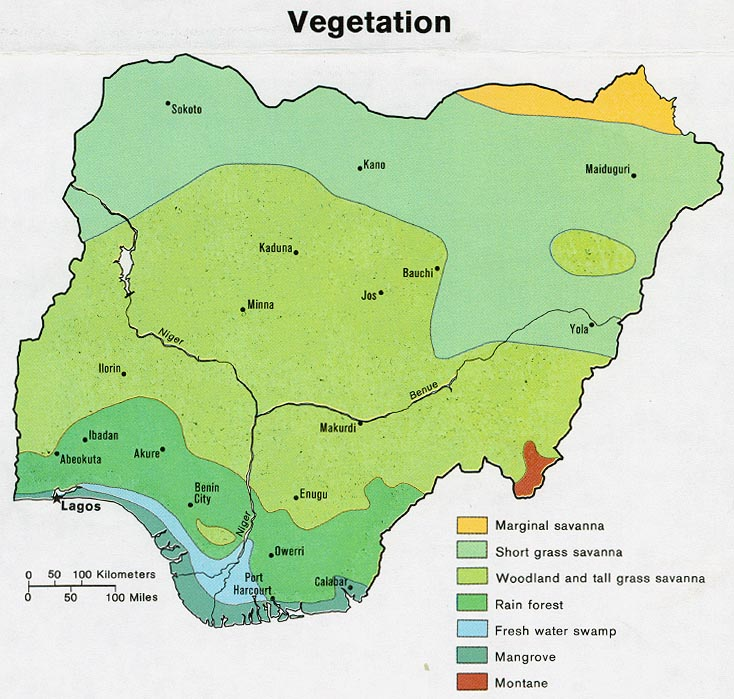
Mapa de vegetació de l'any 1971. La zona de "Rainforest" coincideix aproximadament amb l'ecoregió "Forests Baixes de Nigèria"

Aquesta ecoregió es limita a una franja estreta que s'estén al llarg de la costa sud-oest de Nigèria, entre la frontera oriental del corredor Dahomey i el riu Níger. Al punt més ampli, a l'Estat d'Edo, a Nigèria, penetra més de 100 km cap a l'interior, però es redueix cada vegada més cap a l'oest, reflectint el que era l'antiga extensió del bosc. Al sud i al sud-oest, l'ecoregió està separada de la costa per una banda de manglars i boscos pantanosos. Al nord, la selva gradualment dona pas a l'ecoregió del mosaic forestal i sabana de Guinea, que també ho fa a l'est. Al nord-est, el riu Níger marca la frontera entre els boscos de terres baixes de Nigèria i el bosc de transició Cross-Niger; entre aquestes dues ecoregions, els boscos pantanosos del delta del Níger s'esfondren com una falca. La part meridional d'aquesta ecoregió està situada en una plana costanera inclinada i lleugerament ondulada, gairebé desproveïda de qualsevol forma de relleu, a excepció d'alguns inselbergs aïllats (turons amb costats pronunciats formats per antigues roques cristal·lines). L'altitud generalment augmenta gradualment cap al nord, on hi ha una plana amb una altitud mitjana de 150 m. A la zona sud de l'ecoregió hi ha dos grans escarpaments. El primer es troba just al nord de les maresmes costaneres i s'endinsa cap a l'est a l'Estat d'Edo amb una altitud mitjana de 160 m. El segon s'eleva fins als més de 250 metres i s'estén des dels voltants d'Ayetoro a l'oest (estat d'Ogun) de l'Estat d'Edo. Des del mar fins a l'interior trobem tres zones caracteritzades per un tipus de vegetació diferent: una franja de selva, al llarg de la costa, un bosc caducifoli mixt i, més a l'interior, una zona de mosaic de bosc i sabana, probablement fruit de l'acció humana. Les precipitacions anuals oscil·len entre 2000 i 2500 mm a la selva tropical fins als 1500–2000 mm al bosc caducifoli mixt. Tot i que la quantitat de precipitació és variable, la distribució dels mesos secs i humits és uniforme en tota l'ecoregió. L'estació seca dura aproximadament tres mesos, de desembre a febrer: durant aquest temps, la regió rep menys de 50 mm de pluja al mes. Aquesta ecoregió està travessada per diversos rius importants. D'oest a est els més importants són Ogun, Oshun i Oni amb el seu afluent Shasha, o l'Omo, l'Owenna i l'Osse. Cap d'aquests rius flueix directament al mar, sinó en estretes llacunes que recorren tota la costa des del Delta del Níger fins a Benín.

## Flora
A les parts meridionals més humides d'aquesta ecoregió, el bosc està dominat per membres de la família Leguminosae (Brachystegia spp., Cylicodiscus gabunensis, Gossweilerodendron balsamiferum, Piptadeniastrum africanum) i de Meliaceae (Entandrophragma spp., Guarea spp., Khaya ivorensis, Lovoa trichilioides). Dins de les selves tropicals del sud, es poden identificar diversos tipus de boscos, determinats pels canvis en el sòl subjacent. Al sector septentrional d'aquesta ecoregió dominen els arbres que pertanyen generalment a la família de les Malvàcies (Cola spp., Mansonia altissima, Nesogordonia kabingaensis, Pterygota spp., Sterculia spp., Triplochiton scleroxylon), de Moraceae (Antiaris toxicaria, Ficus spp., Milicia excelsa), del Cannabaceae (Celtis spp.) i de l'Ulmaceae (Holoptelea grandis). La frontera entre aquestes dues comunitats forestals és gradual i el tipus de sòl té un paper significatiu en la distribució de les diverses espècies.

## Fauna

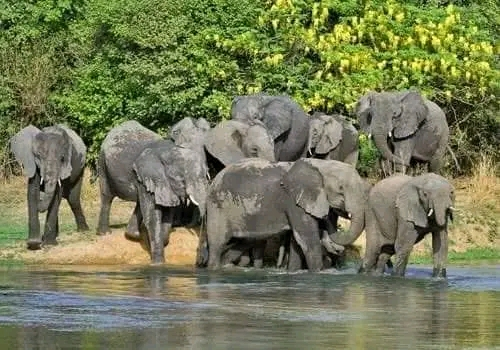
Elefants africans en el Parc Nacional de Yankari (ecoregió Sabana sudanesa occidental)

A l'ecoregió hi ha quatre espècies endèmiques d'animals. El cercopitec de panxa vermella (Cercopithecus erythrogaster), amb les seves dues subespècies (C. e. erythrogaster i C. e. pococki), només és present aquí. L'Ibiman malimbe (Malimbus ibadanensis), un passeriforme de la família Ploceidae, es troba a la banda més septentrional d'aquesta ecorregió (la del bosc i del mosaic de sabana) i només s'ha observat a la zona d'Ibadad. El dragó Cnemaspis petrodroma i el gripau Sclerophrys van ser descoberts a principis dels anys seixanta durant una expedició al bosc d'Idanre. No obstant això, gairebé endèmica és la geneta crestada (Genetta cristata), generalitzat fins i tot a les zones veïnes del Camerun. La regió també alberga l'elefant africà (Loxodonta africana) i el ximpanzé comú (Pan troglodytes).

## Conservació
Es considera que l'ecoregió es troba en perill crític: va ser una de les regions més densament poblades d'Àfrica fins i tot abans de l'era de la colonització europea, i el bosc és, per tant, molt esgotat i degradat.

### Protecció legal
Hi ha una sèrie d'àrees amb protecció legal:
Reserva Forestal d'Oluwa
Reserva Forestal d'Omo
Reserva Forestal de Shasha